# Levéltitok megsértése
A büntetőjogban a levéltitok megsértése a szabadság és emberi méltóság elleni, szubszidiárius jellegű bűncselekmény.

## Története Magyarországon
A levéltitkot már a Csemegi-kódex büntetőjogi eszközökkel védte.
Az 1961. évi Btk alapján is elvileg tilos volt a levéltitok, vagyis mindenfajta közlés, levél, távirat, telefax, telefonbeszélgetés, az érintett beleegyezése nélkül való megismerése. A valóságban azonban a postán külön levélcenzúra részleg dolgozott. Az 1962. évi 8. tvr. szerint a nyomozó hatóságnak nem kellett bírósági, csak ügyészségi engedély a levelek, táviratok lefoglalásához.

### Az 1978. évi Btk-ban
A levéltitok megsértése vétségét vagy bűntettét követi el, aki másnak közlést tartalmazó zárt küldeményét, a tartalmának megismerése végett felbontja, megszerzi, vagy ilyen célból illetéktelen személynek átadja, illetve aki távközlési berendezés útján továbbított közleményt kifürkész.

## A hatályos szabályozás
A levéltitok megsértéséről a hatályos 2012. évi C. törvény 224. §-a rendelkezik.
"224. § (1) Aki 
a) másnak közlést tartalmazó zárt küldeményét megsemmisíti, a tartalmának megismerése végett felbontja, megszerzi, vagy ilyen célból illetéktelen személynek átadja, illetve
b) elektronikus hírközlő hálózat - ideértve az információs rendszert is - útján másnak továbbított közleményt kifürkész, ha súlyosabb bűncselekmény nem valósul meg, vétség miatt elzárással büntetendő.
(2) A büntetés egy évig terjedő szabadságvesztés, ha az (1) bekezdésben meghatározott bűncselekményt foglalkozás vagy közmegbízatás felhasználásával követik el.
(3) A büntetés
a) két évig terjedő szabadságvesztés, ha az (1) bekezdésben meghatározott bűncselekmény,
b) bűntett miatt három évig terjedő szabadságvesztés, ha a (2) bekezdésben meghatározott bűncselekmény
jelentős érdeksérelmet okoz."
A Btk indokolása szerint: „A 224. §-hoz

A rendelkezés a levéltitok megsértésének törvényi tényállását határozza meg. A bűncselekmény jogi tárgya másnak zárt küldeményben, illetve elektronikus hírközlő hálózat útján továbbított közlés tartalmának titokban maradásához fűződő személyiségi joga. Az elkövetési tárgyak a közlést tartalmazó zárt küldemény és az elektronikus hírközlő hálózat útján másnak továbbított közlemény. A zárt küldemény lehet levél, távirat, csomag, becsomagolt és lezárt borítékban elhelyezett, illetve címzéssel ellátott olyan technikai eszköz, amely közlést rögzít. Az elektronikus hírközlő hálózat útján továbbított küldemény telefon, telefax, internet stb. útján továbbított közlemény lehet.
Az elkövetési magatartások a zárt küldemény megsemmisítése, felbontása, megszerzése, illetéktelen személynek átadása. A megsemmisítés olyan magatartás, amelynek következtében a közlés többé már nem ismerhető meg. A felbontás magában foglal minden olyan tevékenységet, amelynek következtében a küldemény tartalma megismerhetővé válik. A megszerzésen jogellenes birtokbavételt kell érteni. Az illetéktelen személynek való átadás olyan magatartást jelent, amelynek következtében az illetéktelen személy a küldemény birtokába kerül. A közlemény kifürkészése minden olyan tevékenységet magában foglal, amelyet a közlemény tartalmának jogellenes megismerése céljából valósítanak meg.
Az a) pontban foglalt bűncselekmény az elkövetési magatartás tanúsításával: a küldemény felbontásával, megszerzésével vagy másnak átadásával befejezetté válik, és nem szükséges, hogy az elkövető annak a tartalmát is megismerje. A második elkövetési fordulatnál a közlemény birtokába jutásával a bűncselekmény bejezetté válik.
A levéltitok megsértése a célzatra figyelemmel csak egyenes szándékkal követhető el. A bűncselekményt tettesként bárki elkövetheti.”

## Lásd még
- Magántitok jogosulatlan megismerése

## Külső hivatkozások
- Nemzeti Jogszabálytár